# Magnuszew Duży
Magnuszew Duży (prononciation : [maɡˈnuʂɛf ˈduʐɨ]) est un village polonais de la gmina de Szelków dans le powiat de Maków de la voïvodie de Mazovie dans le centre-est de la Pologne.
Il se situe à environ 2 kilomètres au sud de Szelków (siège de la gmina), 10 kilomètres au sud-est de Maków Mazowiecki (siège du powiat) et à 69 kilomètres au nord de Varsovie (capitale de la Pologne).

## Histoire
De 1975 à 1998, le village appartenait administrativement à la voïvodie d'Ostrołęka.